# 宫殿广场 (德累斯顿)

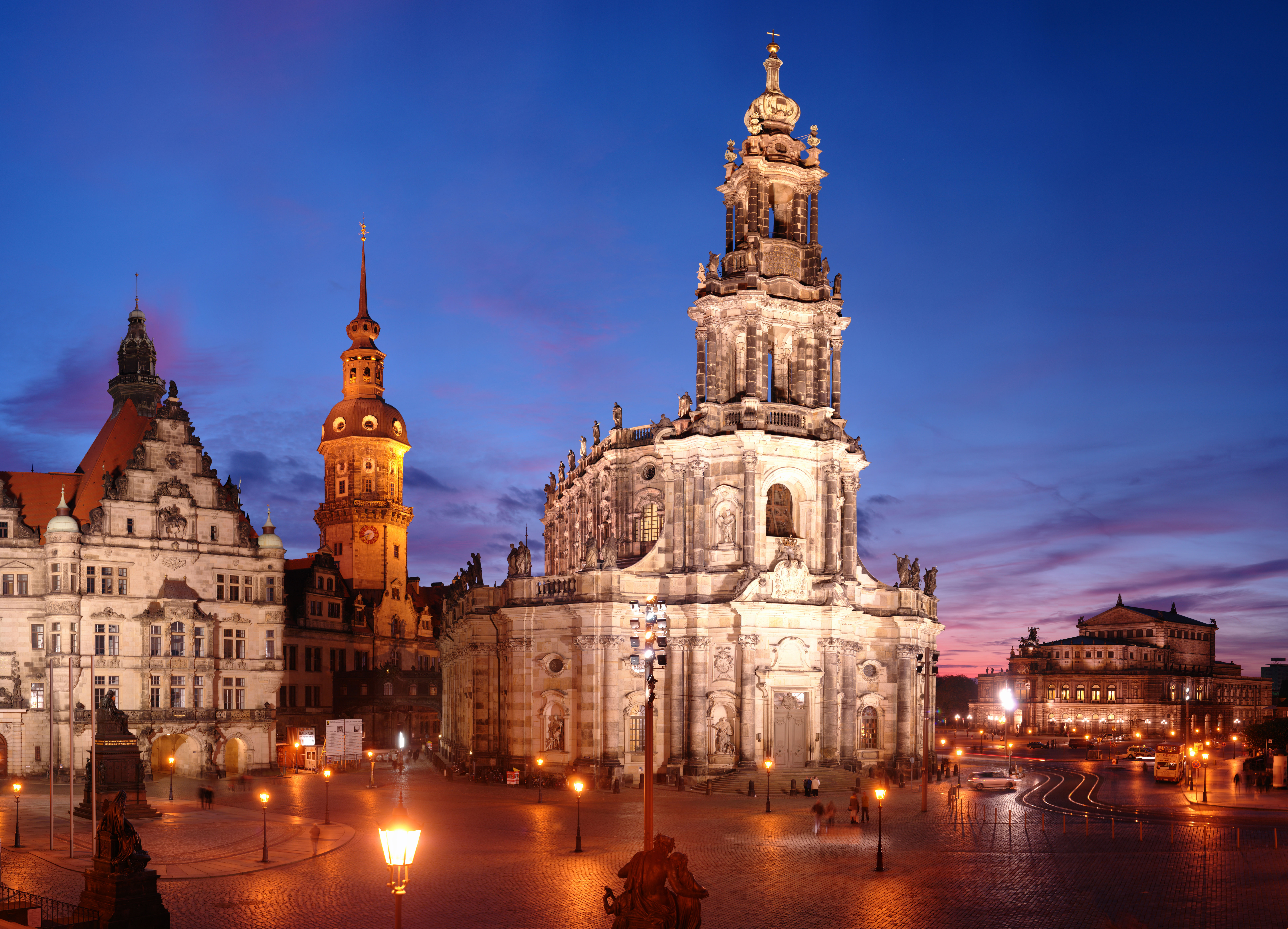
宫殿广场与剧院广场（背景）

宫殿广场（Schlossplatz）是德国城市德累斯顿老城最具历史性的地点之一，位于易北河南岸，德累斯顿皇家城堡以北。广场周围的建筑群是该市富于吸引力的名胜。广场创建于15世纪，现已基本恢复到战前的形态。 
德累斯顿皇宫是广场上的主要建筑。通过大门，通往旧市场。此外，在宫殿广场，有德累斯顿最高的塔，大约100米高的奥斯曼塔。
广场西面的宫廷教堂将其与剧院广场分割开来。宫廷教堂也是此处唯一的巴洛克式建筑。
通过奥古斯特街则可到达新市场。 
与宫廷教堂形成对照的是 Sächsische Ständehaus，位于德累斯顿高等法院地址。1894年以前，此处是Fürstenbergsche house。布吕尔阳台的台阶也在广场上，紧邻易北河大桥。  

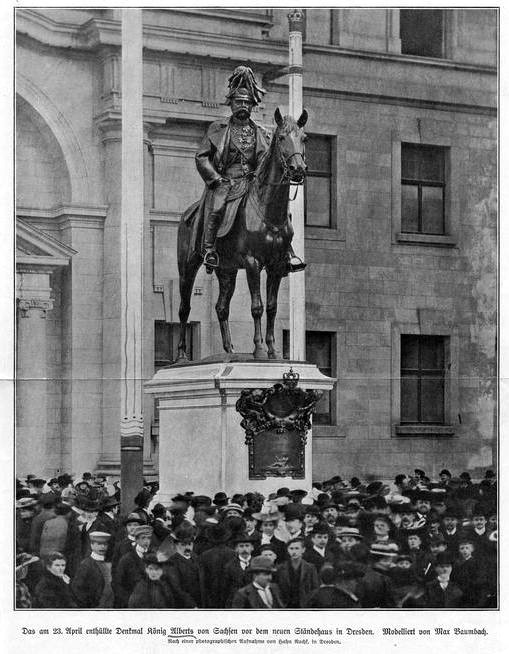
阿尔伯特雕像揭幕

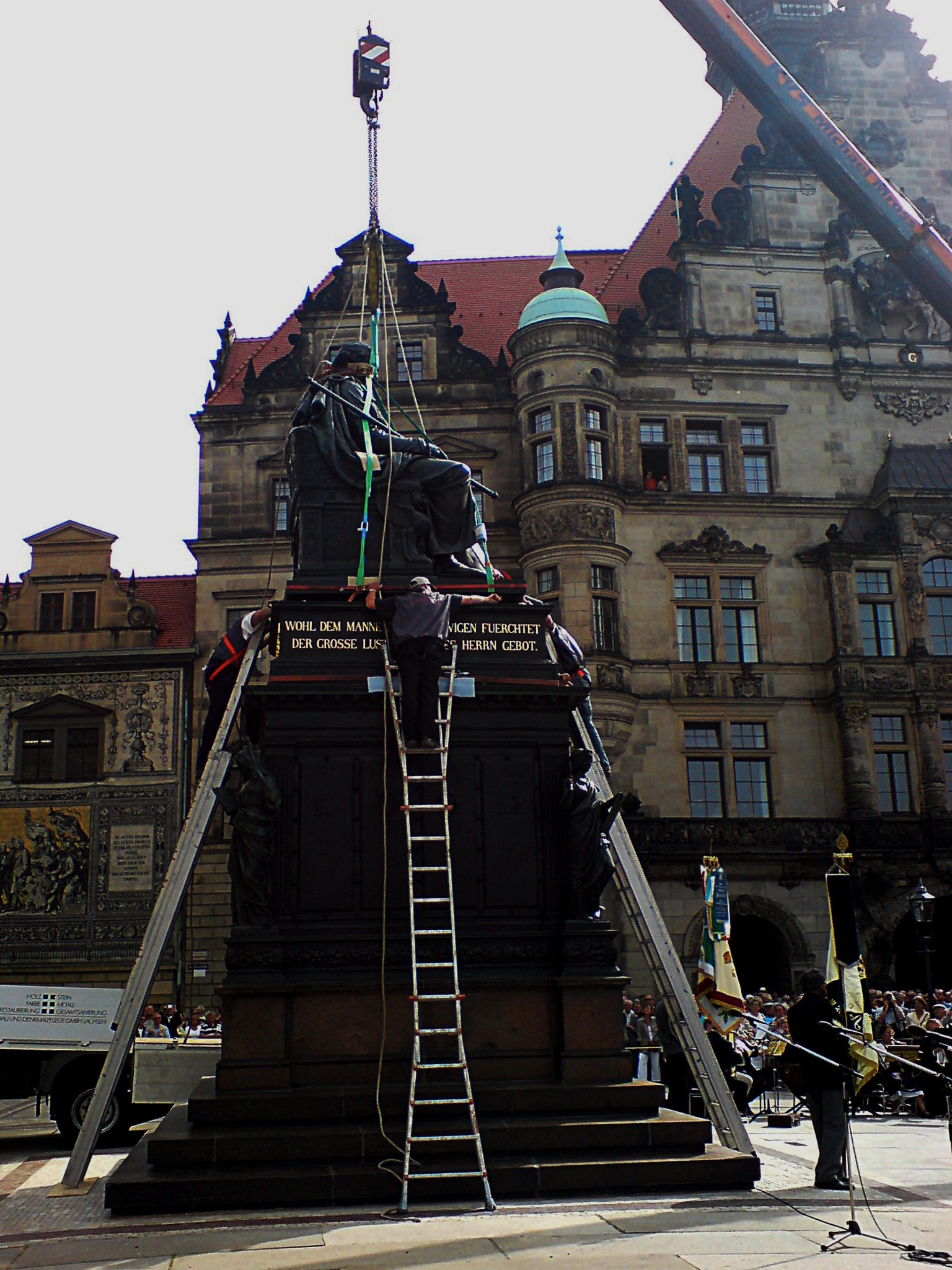
安放弗里德里希奥古斯特一世像

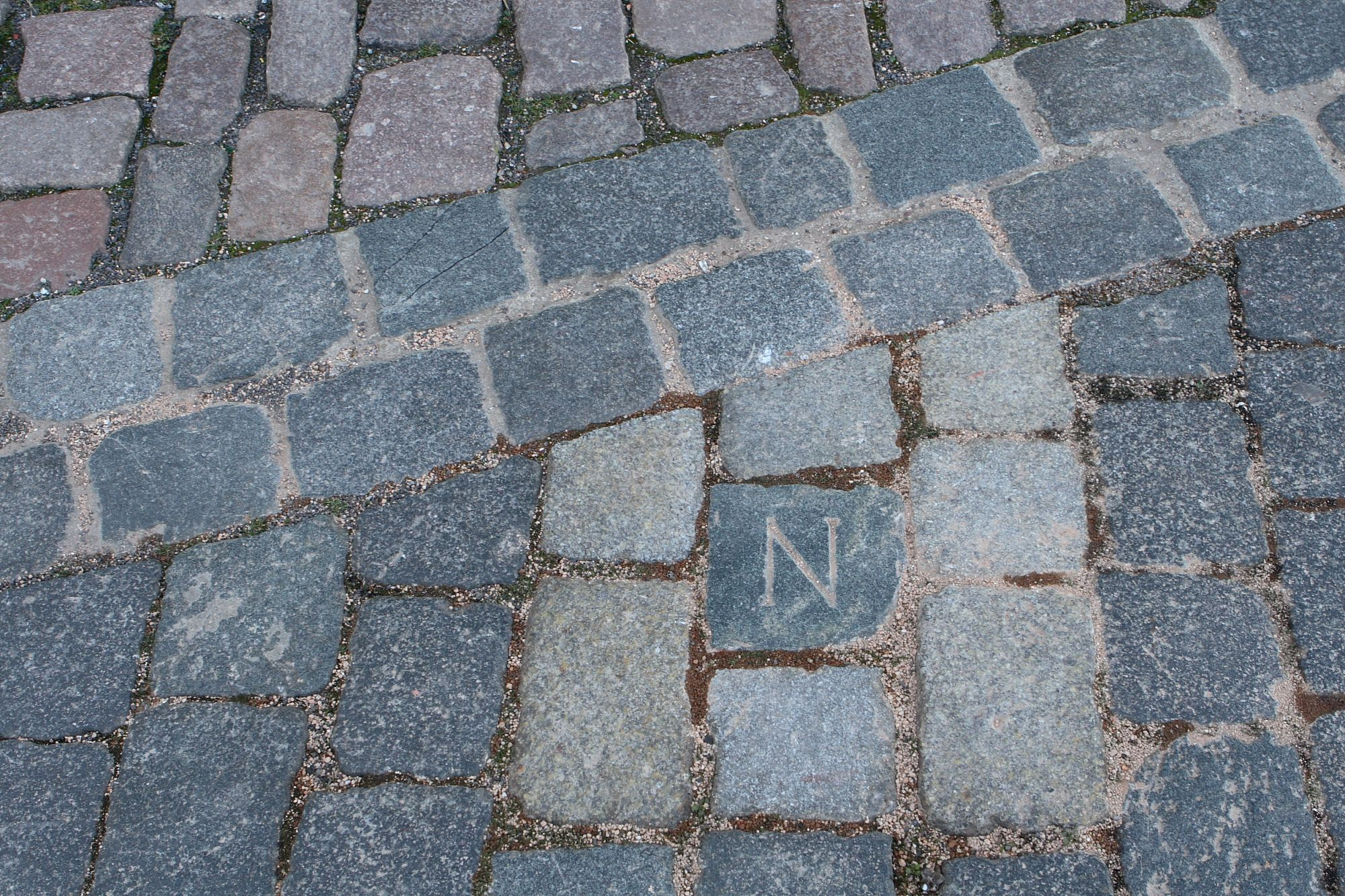
拿破仑石

广场上有萨克森国王阿尔伯特骑马铜像，2008年5月29日改立弗里德里希-奥古斯特一世坐像。  
在宫廷教堂的正门，铺有一块带有“N”字的石块，显示1813年8月26日拿破仑一世站立的地方，在这一天，他在德累斯顿战役开始前，检阅部队的游行。 

## 资料
dresden and sachsen.de（页面存档备份，存于）

51°3′13″N 13°44′18″E / 51.05361°N 13.73833°E